# Hydropsyche trimonticola
Hydropsyche trimonticola är en nattsländeart som beskrevs av Wolfram Mey 1996. Hydropsyche trimonticola ingår i släktet Hydropsyche och familjen ryssjenattsländor. Inga underarter finns listade i Catalogue of Life.